# 光州直隶州
光州直隸州，清朝河南省的直隶州。

光州在河南省的位置（1820年）

评价：繁，疲，難。隸南汝光道。鹽捕、水利通判駐。清初沿明制，為汝寧府屬州。雍正二年（1724年），升光州为直隸州。領縣四：光山縣、固始縣、息縣、商城縣。